# Jean-Pierre Waltzing
Jean-Pierre Waltzing, né le 30 mai 1857 à Frassem et mort à Liège le 28 août 1929, est un latiniste, philologue et historien belge.

## Biographie
Il fait ses études primaires à l'école communale de Frassem, puis à l'Athénée royal d'Arlon, où il obtient la médaille d'honneur. En 1875, il étudie à l’École normale des Humanités de Liège auprès de Joseph Delboeuf et Louis Roersch et obtient le diplôme d'agrégé de l'enseignement moyen du degré supérieur avec distinction en 1879. En parallèle de son activité de chercheur, il enseigne par la suite dans divers athénées à Bruges, Bruxelles et Anvers. Il enseigne de 1880 à 1882 à l'Athénée de Tournai, de 1883 à 1886 à l'Athénée Royal d'Arlon, en 1887 à l'Athénée de Charleroi et finalement de 1888 à 1890 à l'Athénée de Liège. 
Il se spécialise dans l'épigraphie latine, alors peu répandue dans le monde académique francophone. Il montre notamment l'intérêt de ces sources pour l'étude de l'histoire sociale. Sur ce sujet, il présente au concours de l'Académie royale de Belgique une étude sur les corporations ouvrières et artistiques dans la Rome antique. Il la publie quelques années plus tard sous la forme de quatre volumes intitulés Étude historique sur les Corporations professionnelles chez les Romains (1895-1900), pour lesquels il remporte le prix quinquennal des sciences historiques 1896-1900.
Il devient chargé de cours à l'Université de Liège en janvier 1892, puis est nommé professeur extraordinaire en août de la même année.  En août 1896, il devient professeur ordinaire et succède à Joseph Delboeuf. Il accède à l'éméritat en 1927. À l'Université de Liège, il enseigne les cours d'épigraphie latine (1892-1927), exercices de philologie latine (1892-1924), exercices philologiques sur la langue latine (1893-1927), histoire de la littérature latine (1893-1927), explication d'auteurs latins (1896-1927), explication approfondie d'auteurs latins (1896-1927), éléments de paléographie latine (1905-1927), histoire des institutions de l'Égypte ptolémaïque et romaine d'après les papyrus (1906-1926). Son enseignement est marqué par les influences allemandes et la mise en place de séminaires. Il est également à l'origine de l'introduction des auteurs chrétiens dans les programmes, jusqu'alors délaissés. 
Jean-Pierre Waltzing a porté un grand intérêt à l'enseignement secondaire, en particulier du latin et du grec. Il adapte et traduit en français la grammaire latine de Gustav Landgraf. Il participe également à la "querelle des humanités", étant favorable à la modernisation des programmes et défend les langues anciennes. En 1911, il est nommé membre du conseil de perfectionnement de l'enseignement moyen et en 1912 de la Commission pour l'étude des améliorations  qu'il conviendrait d'introduire dans l'organisation de l'enseignement moyen du degré supérieur.
On lui doit plusieurs études et traductions de Tertullien, Plaute et Minucius Felix. De ce dernier, il édite l'Octavius dans la Bibliotheca Teubneriana de Leipzig. Il a par ailleurs  fondé avec Pierre Willems en 1896 et dirigé jusqu'à sa mort la revue de philologie Le Musée Belge.
À partir de 1903, il est membre correspondant de l'Académie royale de Belgique et devient membre titulaire en 1911, puis en est nommé son président en 1925. Il est également nommé doctor honoris causa de l'Université de Padoue et membre correspondant de l'Institut royal Lombard des sciences et des lettres.
Jean-Pierre Waltzing était également un cousin éloigné de l'historien belge Godefroid Kurth, avec lequel il entretient une correspondance régulière au fil des ans. La correspondance adressée à Kurth est aujourd'hui conservée à KBR. Comme son cousin, Waltzing est un défenseur de la Démocratie chrétienne.  

## Œuvres
- Le recueil général des inscriptions latines (corpus inscriptionum latinarum) et l'épigraphie latine depuis 50 ans, Louvain, Charles Peeters, 1892 (lire en ligne)
- Étude historique sur les corporations professionnelles chez les Romains depuis les origines jusqu'à la chute de l'Empire d'Occident, t. I, Louvain, Charles Peeters, 1895 (lire en ligne)
- Étude historique sur les corporations professionnelles chez les Romains depuis les origines jusqu'à la chute de l'Empire d'Occident, t. II, Louvain, Charles Peeters, 1896 (lire en ligne)
- Étude historique sur les corporations professionnelles chez les Romains depuis les origines jusqu'à la chute de l'Empire d'Occident, t. III, Louvain, Charles Peeters, 1899 (lire en ligne)
- Étude historique sur les corporations professionnelles chez les Romains depuis les origines jusqu'à la chute de l'Empire d'Occident, t. IV, Louvain, Charles Peeters, 1900 (lire en ligne)
- Lexique de Plaute, Louvain, Charles Peeters, 1900
- Studia Minuciana; études sur Minucius Felix, Louvain, Charles Peeters, 1906
- Lexicon Minucianum, Paris, H. Vaillant-Carmanne, 1909
- Le codex fuldensis de Tertullien, Paris, Honoré Champion, 1914-1917 (lire en ligne)
- Pour l'étude de Tertullien : introduction à l'Apologétique, Paris, H. Vaillant-Carmanne, 1921
- Tertullien : Apologétique : commentaire analytique, grammatical & historique, Paris, Les Belles Lettres, 1931

## Traductions
- Minucius Felix, Octavius, Desclé de Brouwer, 1909 (lire en ligne)
- Tertullien, Apologétique, Les Belles Lettres, 1929